# Ангел Гогов
Ангел Гогов е български революционер, деец на Вътрешната македонска революционна организация.

## Биография
Ангел Гогов е роден през 1897 година в кукушкото село Планиница, тогава в Османската империя, днес в Гърция. След Балканската война се изселва в струмишкото село Габрово и се присъединява към ВМРО. Първоначално е куриер, а от 1922 година е четник при Георги Въндев като се сражава при Коджабаир, в южните склонове на Беласица, Микриевската височина, Петричко и Смоларе. Загива на 10 юни 1933 година в Струмица в бой със сръбски войски.